# Fredbjørn Bjørnsson
Fredbjørn Bjørnsson (10. september 1926 i København – 29. december 1993 smst) var en dansk solodanser og koreograf ved Det Kongelige Teater fra 1949.
Hans mest kendte partier i balletforestillingerne Coppelia som Frantz og Coppelius, i Napoli som Gennaro og Giacomo, i Graduation Ball som kadetten og generalen og i Et Folkesagn som Viderik.
Fredbjørn Bjørnsson havde under uddannelsen studieophold i Paris, London og New York. Han havde tourneer i USA, Mellem- og Sydamerika, Island og New Zealand. Ham underviste ved Den Kongelige Danske Ballet, og var gæstelærer i Canada, USA og Sverige. Han har også medvirket i flere danske tv-produktioner.
Han blev Ridder af Dannebrogordenen 1961 og siden Ridder af 1. grad.
Han er begravet på Garnisons Kirkegård.